# Selliguea ferrea
Selliguea ferrea är en stensöteväxtart som först beskrevs av Guido Georg Wilhelm Brause och som fick sitt nu gällande namn av Peter Hans Hovenkamp.
Selliguea ferrea ingår i släktet Selliguea och familjen Polypodiaceae. Inga underarter finns listade i Catalogue of Life.